# Pierrecourt (Sena Marítim)
Pierrecourt és un municipi francès situat al departament del Sena Marítim i a la regió de Normandia. L'any 2007 tenia 466 habitants.

## Demografia

### Població
El 2007 la població de fet de Pierrecourt era de 466 persones. Hi havia 171 famílies de les quals 29 eren unipersonals (4 homes vivint sols i 25 dones vivint soles), 65 parelles sense fills, 69 parelles amb fills i 8 famílies monoparentals amb fills.
La població ha evolucionat segons el següent gràfic:
Habitants censats

### Habitatges
El 2007 hi havia 218 habitatges, 177 eren l'habitatge principal de la família, 38 eren segones residències i 3 estaven desocupats. 215 eren cases i 2 eren apartaments. Dels 177 habitatges principals, 141 estaven ocupats pels seus propietaris, 34 estaven llogats i ocupats pels llogaters i 2 estaven cedits a títol gratuït; 3 tenien dues cambres, 41 en tenien tres, 53 en tenien quatre i 80 en tenien cinc o més. 106 habitatges disposaven pel capbaix d'una plaça de pàrquing. A 86 habitatges hi havia un automòbil i a 75 n'hi havia dos o més.

### Piràmide de població
La piràmide de població per edats i sexe el 2009 era:
| Homes | Edats   | Dones |
| ----- | ------- | ----- |
| 0     | 95 o +  | 0     |
| 0     | 90 a 94 | 4     |
| 0     | 85 a 89 | 0     |
| 0     | 80 a 84 | 0     |
| 4     | 75 a 79 | 4     |
| 12    | 70 a 74 | 12    |
| 12    | 65 a 69 | 20    |
| 12    | 60 a 64 | 16    |
| 4     | 55 a 59 | 8     |
| 24    | 50 a 54 | 12    |
| 16    | 45 a 49 | 20    |
| 12    | 40 a 44 | 20    |
| 20    | 35 a 39 | 8     |
| 20    | 30 a 34 | 16    |
| 20    | 25 a 29 | 12    |
| 8     | 20 a 24 | 8     |
| 16    | 15 a 19 | 12    |
| 16    | 10 a 14 | 28    |
| 16    | 5 a 9   | 24    |
| 4     | 0 a 4   | 12    |

## Economia
El 2007 la població en edat de treballar era de 285 persones, 224 eren actives i 61 eren inactives. De les 224 persones actives 191 estaven ocupades (119 homes i 72 dones) i 31 estaven aturades (15 homes i 16 dones). De les 61 persones inactives 17 estaven jubilades, 16 estaven estudiant i 28 estaven classificades com a «altres inactius».

### Ingressos
El 2009 a Pierrecourt hi havia 189 unitats fiscals que integraven 491 persones, la mediana anual d'ingressos fiscals per persona era de 15.670 €.

### Activitats econòmiques
Dels 12 establiments que hi havia el 2007, 1 era d'una empresa extractiva, 5 d'empreses de construcció, 2 d'empreses de comerç i reparació d'automòbils, 1 d'una empresa de transport, 2 d'empreses d'hostatgeria i restauració i 1 d'una empresa de serveis.
Dels 5 establiments de servei als particulars que hi havia el 2009, 1 era un guixaire pintor, 1 lampisteria, 1 electricista, 1 empresa de construcció i 1 restaurant.
L'any 2000 a Pierrecourt hi havia 21 explotacions agrícoles que ocupaven un total de 832 hectàrees.

## Equipaments sanitaris i escolars
El 2009 hi havia una escola elemental.

## Poblacions més properes
El següent diagrama mostra les poblacions més properes.